# Mimastroides
Mimastroides là một chi bọ cánh cứng trong họ Chrysomelidae.
Chi này được miêu tả khoa học năm 1892 bởi Jacoby.

## Các loài
Các loài trong chi này gồm:
- Mimastroides jacobyi Bechyne, 1957
- Mimastroides madagascariensis Jacoby, 1892